# 奥贝尔斯坦泽 (摩泽尔省)
奥贝尔斯坦泽（法語：Oberstinzel）是法国摩泽尔省的一个市镇，属于萨尔堡区（Sarrebourg）费内特朗格县（Fénétrange）。该市镇总面积5.07平方公里，2009年时的人口为312人。

## 人口
奥贝尔斯坦泽人口变化图示